# Фоул, Колин Майкл
Майкл Колин Фоул (англ. Colin Michael Foale; род. 6 января 1957) — англо-американский астронавт-исследователь НАСА, совершивший 6 космических полётов общей продолжительностью 373 суток 18 часов 22 минуты 51 секунды.

## Биография
Майкл Фоул родился 6 января 1957 года в городе Лаут (англ. Louth) графства Линкольншир (Англия). Когда Фоул был ребёнком, семья переехала в Кембридж, где он и вырос. В 1975 году после окончания Кингс-скул в Кентербери, Майкл поступает в Куинз-колледж Кембриджского университета. И в 1978 году, по окончании колледжа, получает степень бакалавра по астрофизике.
В 1982 году Фоул окончил докторантуру Кембриджского университета и получил степень кандидата наук (англ. Ph. D. — доктор философии) в области астрофизики. После этого Фоул переезжает в Хьюстон (США), где начинает работать в авиастроительной компании McDonnell Douglas. Уже через год Фоул работает в НАСА, в Космическом центре (КЦ) имени Линдона Джонсона.

## Работа в НАСА
В 1983 году Майкл Фоул принимал участие в 10-м наборе астронавтов НАСА, и с 12 февраля 1984 года, в числе 128 финалистов набора, был направлен на обследование и собеседование в Хьюстон, но зачислен не был.
В августе 1987 года Фоул был зачислен в отряд астронавтов 12-го набора, в качестве специалиста полёта. В августе 1988 года, по окончании полного курса космической подготовки (ОКП), Майкл получил квалификацию специалиста полёта и назначение в Отдел астронавтов НАСА, где занимался проверкой и испытаниями бортового программного обеспечения шаттлов на летающей лаборатории комплексного бортового радиоэлектронного оборудования шаттлов. Позже Фоул занимался разработкой комплексных операций спасения экипажа Международной космической станции.

## Космические полёты
| Эмблема                                                                                       | Старт                                                     | Описание | Описание | Посадка                                                   | Общая продолжительность                                   |                                                           |                                                           |
| Первый полёт: специалист полёта на шаттле Атлантис STS-45                                     | Первый полёт: специалист полёта на шаттле Атлантис STS-45 | Первый полёт: специалист полёта на шаттле Атлантис STS-45 | Первый полёт: специалист полёта на шаттле Атлантис STS-45 | Первый полёт: специалист полёта на шаттле Атлантис STS-45 | Первый полёт: специалист полёта на шаттле Атлантис STS-45 | Первый полёт: специалист полёта на шаттле Атлантис STS-45 | Первый полёт: специалист полёта на шаттле Атлантис STS-45 |
| --------------------------------------------------------------------------------------------- | --------------------------------------------------------- | --- | --- | --------------------------------------------------------- | --------------------------------------------------------- | --------------------------------------------------------- | --------------------------------------------------------- |
|                                                                                               | 24 марта 1992 года                                        | | | 2 апреля 1992 года                                        | 8 суток 22 часа 10 минут 24 секунды                       |                                                           |                                                           |
| Второй полёт: специалист полёта на шаттле Дискавери STS-56                                    |                                                           | | |                                                           |                                                           |                                                           |                                                           |
|                                                                                               | 8 апреля 1993 года                                        | | | 17 апреля 1993 года                                       | 9 суток 6 часов 9 минут 22 секунды                        |                                                           |                                                           |
| Третий полёт: специалист полёта на шаттле Дискавери STS-63                                    |                                                           | | |                                                           |                                                           |                                                           |                                                           |
|                                                                                               | 3 февраля 1995 года                                       | Один выход в открытый космос (9 февраля), продолжительностью 4 часа 39 минут | Один выход в открытый космос (9 февраля), продолжительностью 4 часа 39 минут | 11 февраля 1995 года                                      | 8 суток 6 часов 29 минут 36 секунд                        |                                                           |                                                           |
| Четвертый полёт: бортинженер-2 23—24 экспедиций на ОС «Мир» (Атлантис STS-84—Атлантис STS-86) |                                                           | | |                                                           |                                                           |                                                           |                                                           |
|                                                                                               | 15 мая 1997 года (STS-84)                                 | Один выход в открытый космос (6 сентября), продолжительностью 6 часов 00 минут. Полёт на борту комплекса "Мир" проходил под Знаменем Мира. За этот полёт Майкл был награждён Золотой медалью им. Ю. А. Гагарина. | Один выход в открытый космос (6 сентября), продолжительностью 6 часов 00 минут. Полёт на борту комплекса "Мир" проходил под Знаменем Мира. За этот полёт Майкл был награждён Золотой медалью им. Ю. А. Гагарина. | 6 октября 1997 года (STS-86)                              | 144 дня 13 часов 48 минут 43 секунды                      |                                                           |                                                           |
| Пятый полёт: специалист полёта на шаттле Дискавери STS-103                                    |                                                           | | |                                                           |                                                           |                                                           |                                                           |
|                                                                                               | 20 декабря 1999 года                                      | Один выход в открытый космос (23 декабря), продолжительностью 8 часов 10 минут | Один выход в открытый космос (23 декабря), продолжительностью 8 часов 10 минут | 28 декабря 1999 года                                      | 7 суток 23 часа 11 минут 34 секунды                       |                                                           |                                                           |
| Шестой полёт: командир экипажа 8-го долговременного экипажа МКС и бортинженер Союз ТМА-3      |                                                           | | |                                                           |                                                           |                                                           |                                                           |
|                                                                                               | 18 октября 2003 года (Союз ТМА-3)                         | Один выход в открытый космос (26 февраля), продолжительностью 3 часа 55 минут | Один выход в открытый космос (26 февраля), продолжительностью 3 часа 55 минут | 30 апреля 2004 года (Союз ТМА-3)                          | 194 дня 18 часов 33 минуты 12 секунд                      |                                                           |                                                           |

## Награды
- Орден Дружбы (10 апреля 1998 года, Россия) — за большой вклад в развитие российско-американского сотрудничества в области космических исследований[3].
- Медаль «За заслуги в освоении космоса» (12 апреля 2011 года, Россия) — за большой вклад в развитие международного сотрудничества в области пилотируемой космонавтики[4].
- Командор ордена Британской империи с 2005 года[5].

## Личная жизнь
Майкл женат, у них двое детей. Вместе с семьей проживает в пригороде Хьюстона, штат Техас. Увлекается виндсёрфингом, планеризмом, катанием на лыжах, свободно владеет русским языком. Радиолюбитель с позывным KB5UAC.
В свободное время Фоул также работал с Международным космическим образовательным фондом ISSET (англ. International Space School Educational Trust), был космонавтом-резидентом во время многих программ «Mission Discovery», которыми управляет ISSET. В этих программах Майкл делился своим опытом пребывания в космосе с подростками, одновременно помогая им в освоении новых навыков. 